# Вибори столиці Олімпійських ігор 2022

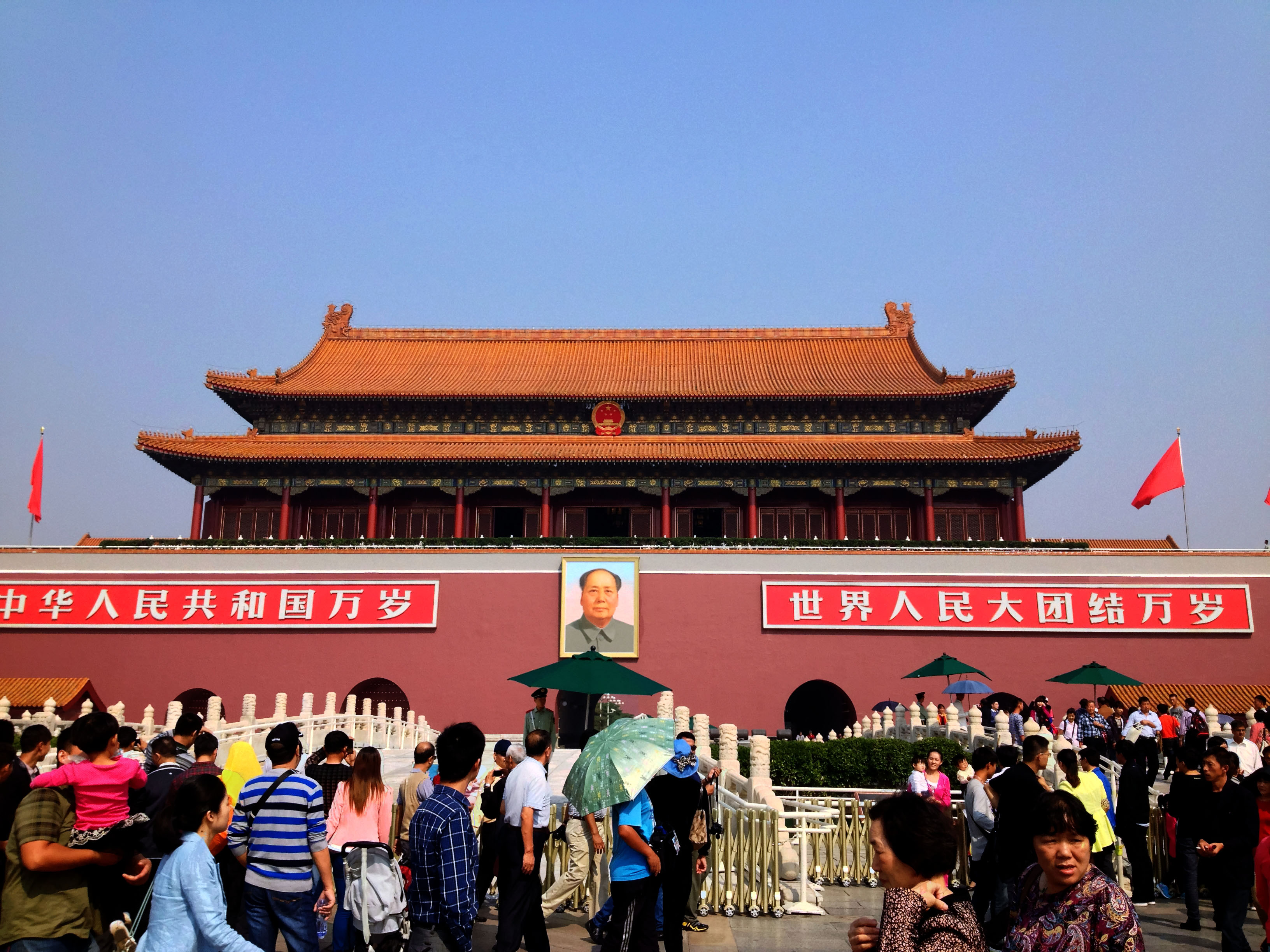
Пекін

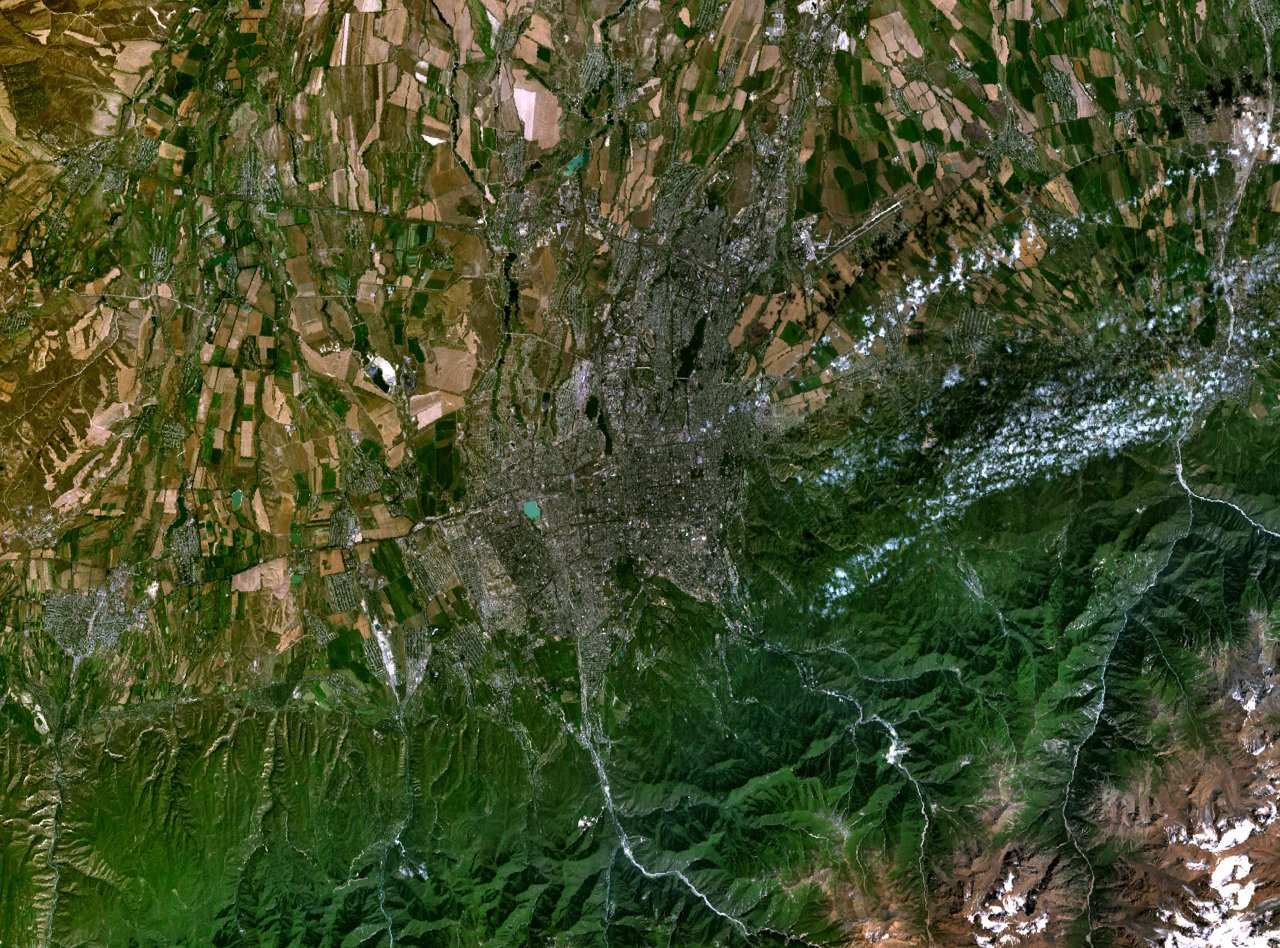
Алмати

Бажання прийняти у себе Паралімпійські та Олімпійські ігри 2022 висловили 6 міст. 31 липня 2015 року в Куала-Лумпурі (Малайзія) МОК оголосив столицю на своїй черговій сесії. Нею стала столиця Китаю — Пекін.

## Процес виборів
Процес вибору олімпійської столиці починається з того, що Національний олімпійський комітет (НОК) подає заявку свого міста в Міжнародний олімпійський комітет (МОК), і закінчується обранням столиці членами МОК під час чергової сесії. Процес регулюється Олімпійською хартією, як зазначено в главі 5, правилі 34.
Починаючи з 1999 року процес складається з двох етапів. Під час першої фази, яка починається відразу після закінчення терміну подання заявок, «міста-заявники» зобов'язані відповісти на низку запитань, що охоплюють теми, важливі для успіху організації ігор. Ця інформація дозволяє МОК аналізувати можливості майбутніх організаторів, сильні і слабкі сторони їхніх планів. Після детального вивчення поданих анкет і подальших доповідей, Виконавча рада МОК вибирає міста, які беруть участь у наступному етапі. Другий етап є справжньою кандидатською стадією: міста, заявки яких прийняті (далі їх називають «міста-кандидати»), зобов'язані подати другу анкету у вигляді розширеного, детальнішого кандидатського портфеля. Ці портфелі уважно вивчає Оцінювальна комісія МОК, яка складається з членів МОК, представників міжнародних спортивних федерацій, НОК, спортсменів, Міжнародного Паралімпійського Комітету та міжнародних експертів у різних галузях. Члени оцінювальної комісії потім роблять чотириденний огляд кожного з міст-кандидатів, де вони перевіряють запропоновані спортивні споруди і резюмують щодо деталей у кандидатських портфелях. Оцінювальна комісія описує результати своєї перевірки у звіті, який вона надсилає членам МОК за місяць до сесії МОК.
Сесія МОК, на якій обирають місто-організатор, відбувається в країні, яка не подавала заявку на право бути господарем Олімпіади. Вибори проводять активні члени МОК (за винятком почесних і шанованих членів), що прибули на сесію, кожен з яких має один голос. Учасники з країн, місто яких бере участь у виборах, не голосують допоки місто ще не вибуло. Голосування відбувається в кілька раундів, поки одна із заявок не набирає абсолютної більшості голосів; якщо цього не відбувається в першому турі, то заявка з найменшою кількістю голосів вибуває, і голосування повторюється. У разі рівності очок за найменшу кількість голосів, проводиться спеціальний тур голосування із якого переможець виходить до наступного раунду. Після оголошення міста-господаря делегація цього міста підписує «договір міста-господаря» з МОК, який делегує обов'язки організатора ігор місту і відповідному НОК.

### Календар
3 жовтня 2012 МОК анонсував календар виборів столиці зимових Олімпійських ігор 2022 року.
- 3 жовтня 2012 — Перша інформація для НОК про заявки на проведення зимової Олімпіади 2022 року
- 6 червня 2013 — МОК починає прийом заявок і публікує анкету міста-заявника на участь у виборах столиці ігор
- 14 листопада 2013 — Крайній термін для НОК з визначенням міст на участь у виборах.
- 4-6 грудня 2013 — Проведення семінару у Лозанні, Швейцарія.
- 7-23 лютого 2014 — Олімпійська програма за спостереженням щодо проведення зимових олімпійських ігор.
- 14 березня 2014 — Представлення файлів додатка до заявок.
- 7 липня 2014 — Вибір міст-кандидатів виконавчою радою МОК.
- 7 лютого 2015 — Подання заявок з докладними описами заявок.
- Лютий — березень 2015 — Відвідування й огляд оціночної комісією МОК всіх міст претендентів.
- Травень — червень 2015 — Звіт оціночної комісії
- Травень — червень 2015 — Брифінг представників міст кандидатів для членів МОК
- 31 липня 2015 — Вибори та оприлюднення країни господині зимових ігор на 128-й сесії МОК у малайзійському Куала-Лумпурі.

### Оцінювання
Робоча група розділила Звіт про оцінку на чотирнадцять докладних тем і зважень. При виставленні оцінки робоча група дивилась на такі критерії як: якість, кількість, місце, концепція тощо.
| Критерії                              | Алмати    | Алмати    | Пекін                         | Пекін                         |
| Критерії                              | Казахстан | Казахстан | Китайская Народная Республика | Китайская Народная Республика |
| Критерії                              | Min       | Max       | Min                           | Max                           |
| ------------------------------------- | --------- | --------- | ----------------------------- | ----------------------------- |
| Загальний проект                      | 6.0       | 8.5       | 5.5                           | 7.5                           |
| Олімпійське(і) село(а)                | 4.5       | 8.0       | 6.5                           | 8.0                           |
| Пресс центр                           | 5.5       | 8.0       | 7.0                           | 8.5                           |
| Досвід минулих спортивних змагань     | 4.5       | 7.0       | 6.5                           | 8.0                           |
| Умови довкілля і вплив на нього       | 5.0       | 6.0       | 5.0                           | 7.0                           |
| Проживання                            | 5.0       | 6.5       | 7.0                           | 8.5                           |
| Транспорт                             | 6.0       | 8.0       | 5.0                           | 7.5                           |
| Медицина                              | 6.0       | 7.0       | 7.0                           | 8.0                           |
| Безпека і охорона                     | 5.0       | 7.0       | 8.0                           | 9.0                           |
| Телекомуникації                       | 5.0       | 7.0       | 7.0                           | 9.0                           |
| Енергія                               | 4.0       | 6.0       | 6.0                           | 8.5                           |
| Юридичні питання                      | 6.0       | 8.0       | 7.0                           | 9.0                           |
| Урядова підтримка та громадська думка | 6.5       | 8.0       | 8.0                           | 9.0                           |
| Фінанси                               | 5.0       | 6.5       | 7.5                           | 9.0                           |

#### Кандидати
| Логотип заявки | Місто              | Країна    | Національний олімпійський комітет країни               | Результат виборів |  |
| --- | ------------------ | --------- | ------------------------------------------------------ | ----------------- |  |
| | Алмати             | Казахстан | Національний олімпійський комітет Республіки Казахстан | 40                |  |
| Першим містом, що подало офіційну заявку в МОК стало Алмати.                                                                                             |                    |           |                                                        |                   |  |
| | Чжанцзякоу і Пекін | Китай     | Олімпійський комітет Китайської Народної Республіки    | 44                |  |
| Надійшла спільна заявка від двох китайських міст Пекін і Чжанцзякоу. Китайська столиця в разі виявилася першим містом, де проходили літні і зимові ігри. |                    |           |                                                        |                   |  |
| |                    |           |                                                        |                   |  |

##### Претенденти, які відізвали заявку
- Осло, Норвегія[12]

##### Інші претенденти, які розглядалися
Офіційні заявки на проведення ігор подавались у 2013 році.
- Азія
  -  Харбін, Китайська Народна Республіка — було оголошено, що місто планує подавати заявку на проведення ігор[13]
- Європа
  -  Мюнхен, Німеччина — місто подало заявку на проведення Олімпіади-2018, однак, в разі невдачі, претендуватиме на Ігри-2022[14]
  -  Тахко, Куопіо та Гельсінкі, Фінляндія — голова місцевого НОК заявив, що Фінляндія може прийняти Олімпійські ігри лише в цих місцях. Прем'єр-міністр Фінляндії потім заявив, що Фінляндія може прийняти Олімпіаду разом з іншими нордичними країнами[15]
  -  Тулуза, Франція — було оголошено, що в разі неуспіху Ансі в заявці на проведення Олімпіади-2018, Тулуза спільно з Андоррою та Іспанією подаватиме заявку на Ігри-2022[16]
  -  Ліллегаммер або район міст Ставанґер, Берген та Восс, Норвегія — оголошено про бажання проводити ігри в цьому регіоні[17]
  -  Краків, Польща — 6 березня 2010 року Лех Качинський заявив, що хоче, аби в його країні проводилася Олімпіада-2022.[18]
  -  долина Прахови, Румунія — колишній прем'єр-міністр Келін Попеску-Терічану заявляв, що країна розглядає можливість подавати заявку на проведення ігор[19]
  -  Барселона або Сарагоса, Іспанія — мери міст оголосили про наміри подавати заявки[20][21]
  -  Швейцарія — у листопаді 2010 року міністр спорту Швейцарії заявив, що країна розглядає можливість проведення Олімпійських ігор. Наразі відомо про бажання таких міст, як Цюрих, Берн, Женева та Давос[22]
- Північна Америка
  -  Квебек, Канада — мер міста Квебек та губернатор провінції Квебек заявляли, що місто готується до проведення ігор[23]
  -  Солт-Лейк-Сіті, або Денвер, або Ріно та озеро Тахо, Сполучені Штати Америки
- Австралія та Океанія
  -  Нова Зеландія — НОК Нової Зеландії заявив про плани подавати заявки на проведення Олімпіади-2022 в цій країні. Розглядається як варіант проведення ігор у всій країні, так і окремі варіанти, зокрема, міста Данідін або Квінстаун[24]

У польському Кракові міська влада зробила референдум: «Чи потрібна Кракову Олімпіада?» Більшість мешканців була проти проведення Олімпіади, і тому Краків зняли з перегонів по проведенню «білих ігор» 2022 року.

#### Олімпійська надія України 2022

Емблема заявки Львова

- Львів, Україна — 27 травня 2010 року президент Віктор Янукович на засіданні Ради Регіонів заявив, що хотів би провести Олімпійські ігри — 2022 на Буковині[25]; згодом було повідомлено, що він помилився, маючи на увазі не Буковину, а Буковель[26]. В листопаді віце-прем'єр-міністр Борис Колесніков, заявив, що Буковель не зможе самостійно провести Олімпіаду через надто малі розміри, водночас, запропонувавши кандидатуру Львова[27]. Згодом президент МОК Жак Рогге заявив у Києві, що Львів має потенціал для проведення Олімпійських ігор у 2022 році[28]. Частину змагань мають намір проводити на біатлонній бази у селі Підгородне біля Тернополя, санному та трамплінному комплексах у Кременці, гірськолижних комплексах Тисовця та Славського[29][30]

### Результати голосування
| Місто  | НОК       | 1-й раунд |
| Пекін  | Китай     | 44        |
| Алмати | Казахстан | 40        |